# Vaticanum (livro)
Vaticanum é o 16º Romance de José Rodrigues dos Santos, publicado em 2016 e editado pela Gradiva. É o oitavo livro da série Tomás Noronha, precedido por A Chave de Salomão e seguido por Sinal de Vida.
Foi campeão de vendas em 2016, atingindo os 45 mil exemplares vendidos.

## Enredo
Um comando do Estado Islâmico entra clandestinamente no Vaticano e o papa desaparece. Horas depois surge na Internet um vídeo em que os terroristas mostram o sumo pontífice em cativeiro e fazem um anúncio chocante.
O papa será decapitado em direto à meia-noite.
O relógio começa a contar.
O rapto do papa desencadeia o caos. Milhões de pessoas saem às ruas, os atentados sucedem-se, multiplicam-se os confrontos entre cristãos e muçulmanos, vários países preparam-se para a guerra.
Apanhado no epicentro da crise quando trabalha nas catacumbas da Basílica de São Pedro, Tomás Noronha vê-se envolvido na investigação para descobrir o paradeiro do papa e cruza-se com um nome enigmático.
OMISSIS
A pista irá conduzi-lo ao segredo mais sombrio da Santa Sé.